# Oslon
Oslon é uma comuna francesa na região administrativa de Borgonha-Franco-Condado, no departamento Saône-et-Loire. Estende-se por uma área de 4,76 km². Em 2010 a comuna tinha 1 263 habitantes (densidade: 265,3 hab./km²).